# Ärkeängeln Mikael

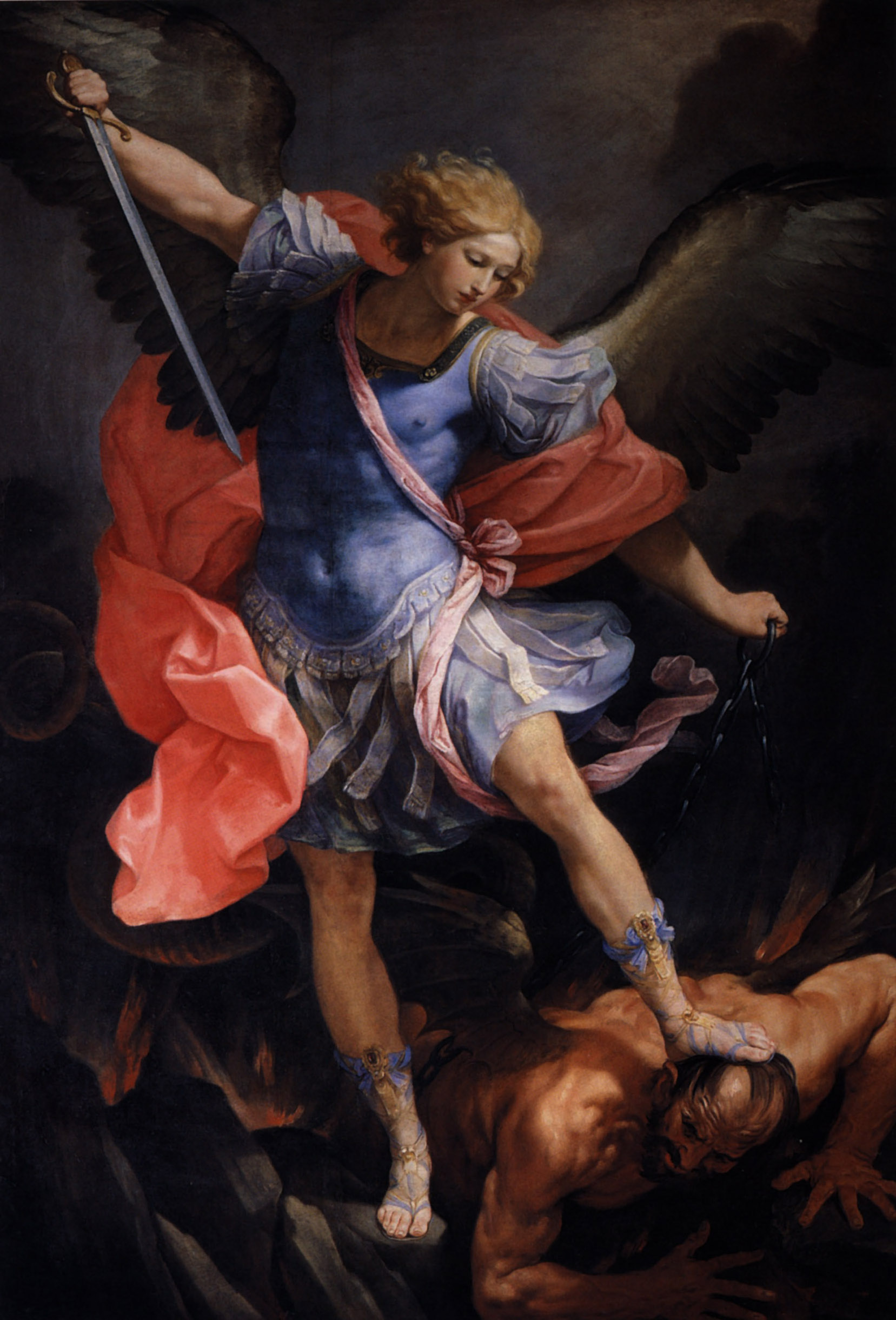
Ärkeängeln Mikael, målning av Guido Reni (Santa Maria della Concezione, Rom).

Ärkeängeln Mikael (hebreiska: מִיכָאֵל, Micha'el eller Mîkhā'ēl; grekiska: Μιχαήλ, Mikhaíl; kyrkslaviska: Архангелъ Мїхаи́лъ; latin: Michael eller Míchaël; arabiska: ميخائيل, Mikhā'īl) är tillhör i judisk,  kristen och muslimsk tradition ordningen ärkeänglar. Namnet härleds till hebreiskan och betyder "Vem är som Gud?". Han vördas inom den Romersk-katolska kyrkan den 29 september (därav "Mickelsmäss"). I Svenska kyrkan firas Mikael och alla änglar på Den helige Mikaels dag som i Sverige sedan 1772 infaller den 29 september eller efterföljande söndag. Östortodoxa kyrkan firar honom den 21 november (Himlens kroppslösa makter).

## Förekomst
I Bibeln uppträder Mikael som namngiven endast i Daniels bok (10:13, 21; 12:1) Judasbrevet (1:9) och i Uppenbarelseboken. (12:7). Han uppträder också i Henoks bok (tex i 1 Hen 9:1; 10:11). I Koranens 2:a sura (2:97–2:98) nämns en Mikhā'īl som inom islam anses vara identisk med ärkeängeln i Daniels bok. Vid ett flertal tillfällen uppträder i Bibeln också en ängel eller änglalik person som traditionellt uppfattas som identisk med Mikael, till exempel i Josua 5:13–15.
Då han uppträder i Daniels bok gestaltar han där en furste som försvarar Israels folk (Daniels bok 10:21; 12:1). I Uppenbarelseboken kämpar han mot djävulen som uppträder i en drakes skepnad och vinner seger (12:7ff). Mikael är den enda ängel i Bibeln omnämnd som just "ärkeängel" (grekiska: ἀρχάγγελος, Judasbrevet 1:9).

## Karaktär
I utombiblisk tradition är Mikael den ängel som står Gud närmast. Han är himmelens beskyddare och den som leder kampen mot den fallne ärkeängeln Lucifer (Satan). I koptiska kyrkan är Mikael Nilens beskyddare. Han avbildas i västkyrkan ofta med ett draget svärd, ofta som beskyddare av jungfru Maria mot en drake eller mot Satan. Påven Leo XIII påbjöd efter att ha fått en vision av 1900-talets händelser att en särskild bön till den Helige ärkeängeln Mikael skulle läsas efter alla romersk-katolska mässor i hela världen, som ett särskilt skydd mot demoniska krafter, ett påbud som gällde fram till Andra Vatikankonciliet.
Olika angelologier har tolkat Mikaels rang på olika sätt. Bonaventura menade att Mikael var serafimernas furste, medan Thomas av Aquino ansåg att han var ledare i den lägsta kretsen änglar.
Mikael är skyddspatron för Tyskland, Bryssel, Archangelsk och Kiev.

## Bilder

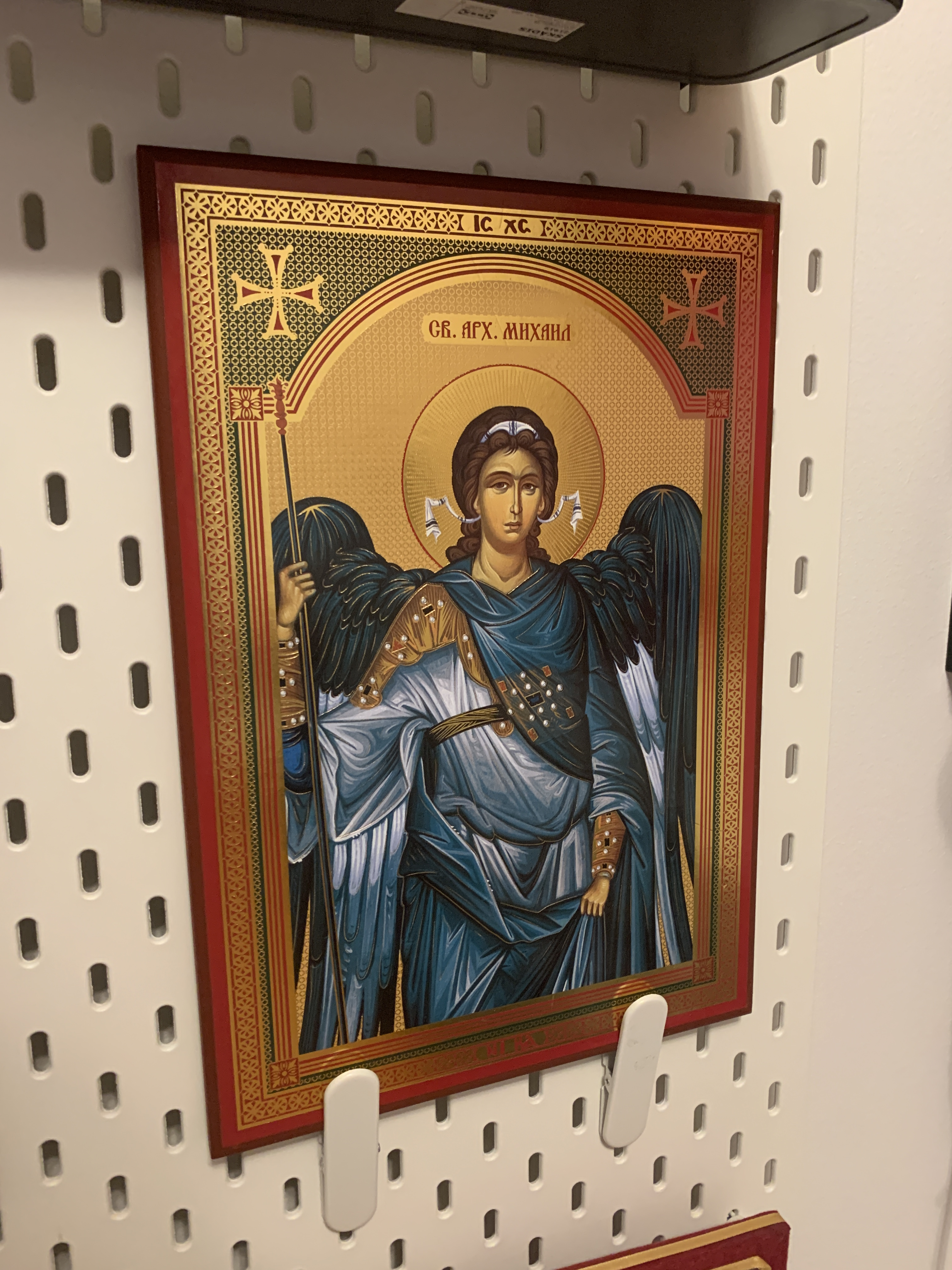
Ärkeängeln Mikael avbildad på en ikon.
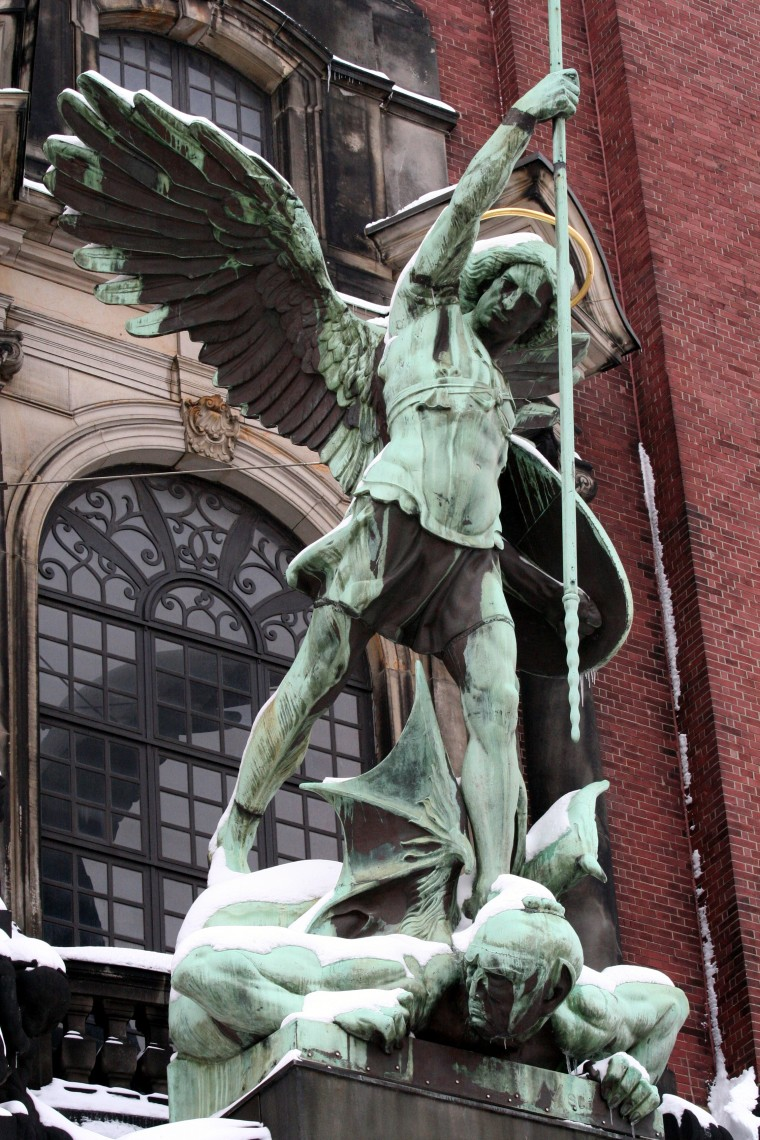
En staty som föreställer ärkeängeln Mikael.
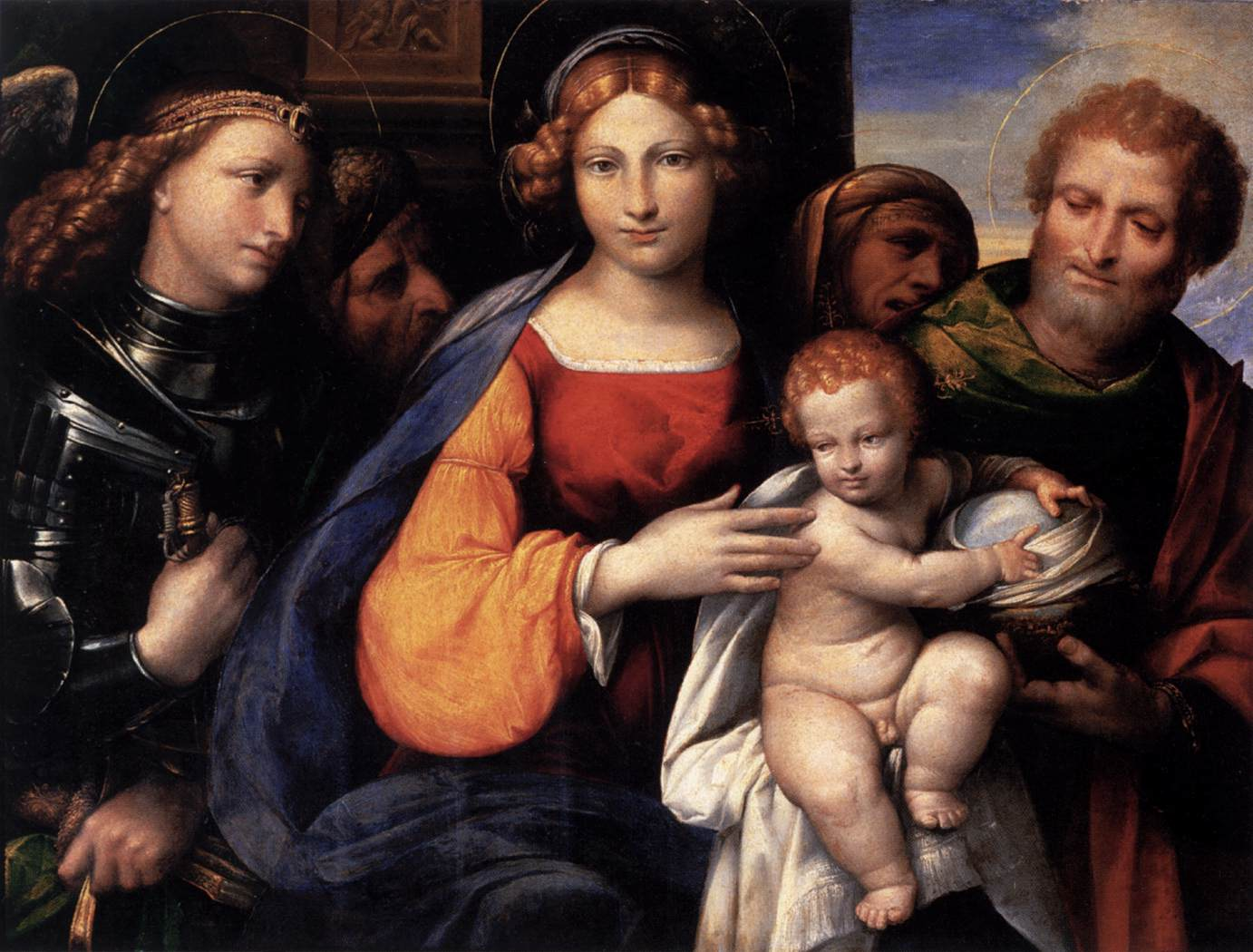
Mikael till vänster om Jungfru Maria med Jesusbarnet, och Josef till höger. Målning av Garofalo.